# Eric (nome)
Eric  è un nome proprio di persona inglese e svedese maschile.

## Varianti
- Inglese
  - Maschili: Erik[1], Erick[1], Aric[1]
  - Femminili: Erica[1]
- Svedese
  - Maschili: Erik[1]
  - Femminili: Erica

### Varianti in altre lingue
- Catalano: Èric[1]
- Ceco: Erik[1]
- Esperanto: Eriko
- Finlandese: Eerik[1], Eerikki[1], Erik[1], Erkki[1], Eero[1]
- Francese: Éric[1]
- Greco: Ερρίκος (Erríkos)
- Irlandese: Eiric
- Islandese: Eiríkur[1]
- Italiano: Erico[3]
- Latino: Ericus
- Lettone: Ēriks[1]
- Lituano: Erikas[1]
- Norreno: Eiríkr[1], Eirikr[2]
- Norvegese: Eirik[1]
- Olandese: Erik[1]
- Polacco: Eryk
- Portoghese: Érico[1]
- Slovacco: Erik[1]
- Sloveno: Erik[1]
- Svedese: Eric[1]
- Tedesco: Erich[1][2], Erik[1]
- Ungherese: Erik

## Origine e diffusione
Deriva dal nome in lingua norrena Eiríkr; mentre il secondo elemento è sicuramente ríkr (o rik, "capo", "signore"), il primo è altamente incerto. Viene indicato talvolta con ei ("sempre"), talaltra con aiza ("onore"), oppure viene considerato frutto di una mescolanza di radici diverse (come ewa, "tempo", "legge", hari, "esercito", era, "onore" e haim, "casa"). Tra i significati proposti, quindi, vi sono "capo onorato" e "capo per sempre", "che regna per sempre".
Il nome venne portato in Inghilterra da coloni danesi durante il periodo anglosassone. Non molto comune nel Medioevo, venne riportato in voga durante il XIX secolo, in parte grazie al romanzo di Frederic William Farrar Eric, or, Little by Little.

## Onomastico
L'onomastico ricade il 18 maggio, in memoria di sant'Erik IX di Svezia, martire ad Uppsala.

## Persone

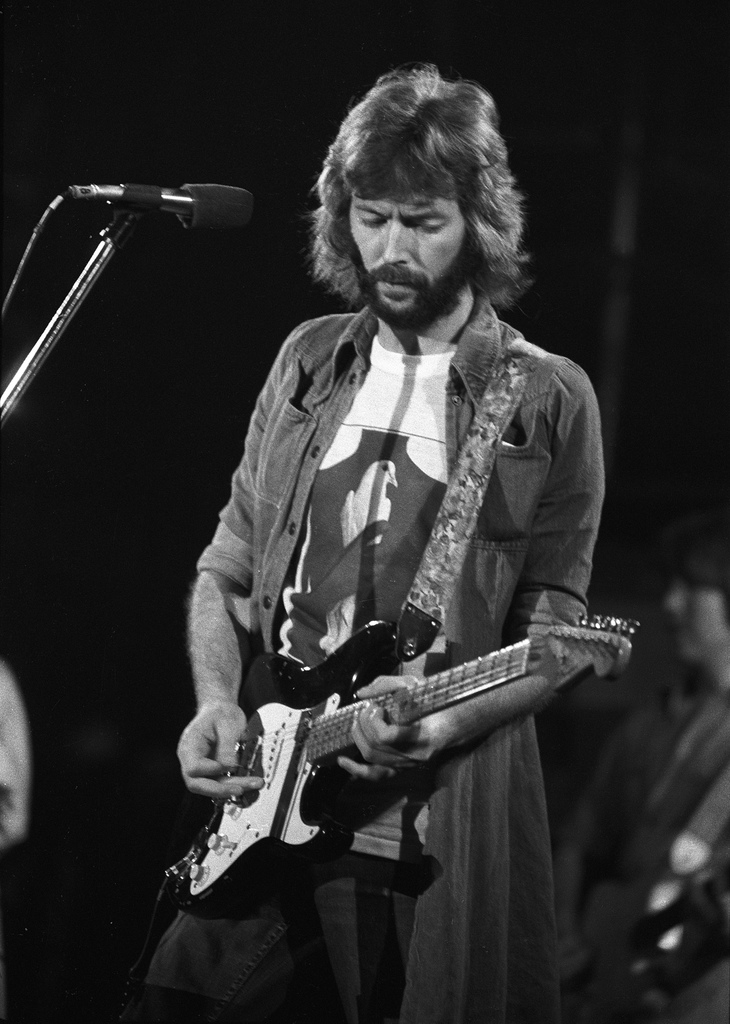
Eric Clapton

- Eric il Vittorioso, primo re di Svezia storicamente accertato
- Eric di Pomerania, re di Danimarca, di Svezia e dell'unione di Kalmar
- Eric Bana, attore australiano
- Eric Butorac, tennista statunitense
- Eric Clapton, chitarrista, cantante e compositore britannico
- Eric Hoffer, scrittore e filosofo statunitense
- Eric Idle, attore, comico, scrittore, sceneggiatore e cantautore britannico
- Eric Kandel, neurologo, psichiatra e neuroscienziato statunitense
- Eric McCormack, attore canadese
- Eric Roberts, attore statunitense
- Eric Stoltz, attore e regista statunitense

### Variante Erik

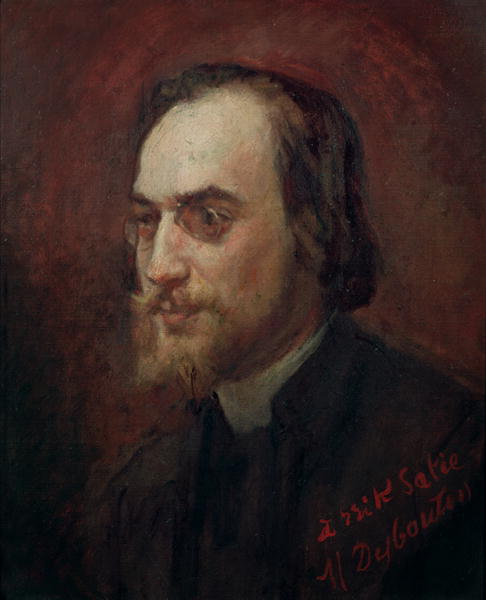
Erik Satie

- Erik Breukink, ciclista su strada e dirigente sportivo olandese
- Erik Dekker, ciclista su strada e dirigente sportivo olandese
- Erik XIV di Svezia, re di Svezia
- Erik Erikson, psicologo e psicoanalista tedesco naturalizzato statunitense
- Erik Estrada, attore statunitense
- Erik Huseklepp, calciatore norvegese
- Erik il Rosso, esploratore norvegese
- Erik Lamela, calciatore argentino
- Erik Satie, compositore e pianista francese
- Erik Zabel, ciclista su strada e pistard tedesco

### Variante Éric
- Éric Abidal, calciatore francese
- Éric Besson, politico francese

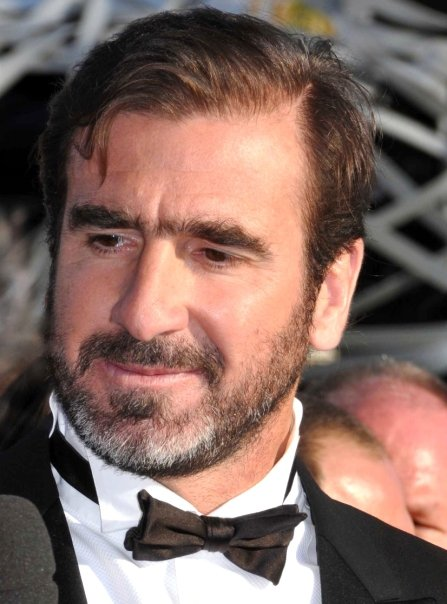
Éric Cantona

- Éric Cantona, calciatore, attore e dirigente sportivo francese
- Éric Caritoux, ciclista su strada francese
- Éric Chahi, autore di videogiochi francese
- Éric Charden, cantante, cantautore e scrittore francese
- Éric Rohmer, regista e critico cinematografico francese
- Éric-Emmanuel Schmitt, drammaturgo e scrittore francese

### Variante Erich
- Erich Abram, alpinista italiano
- Erich Auerbach, filologo tedesco
- Erich Cohn, scacchista tedesco

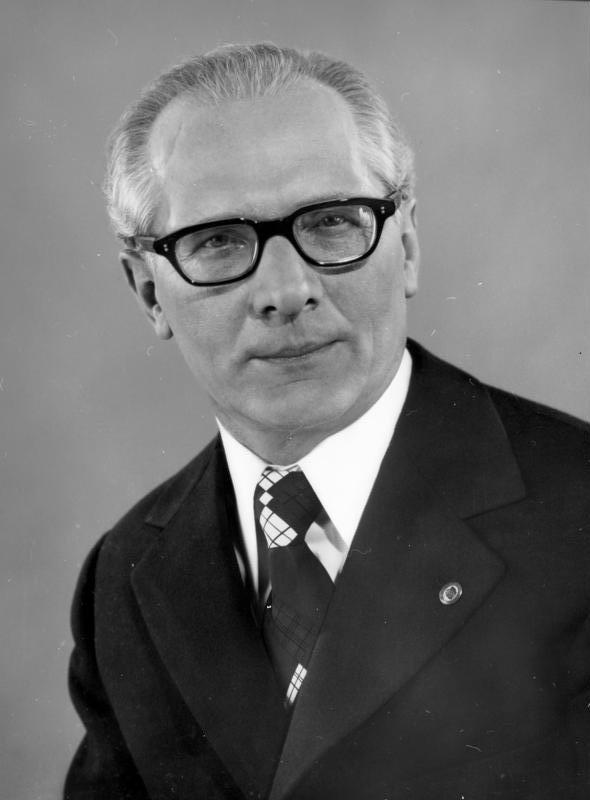
Erich Honecker

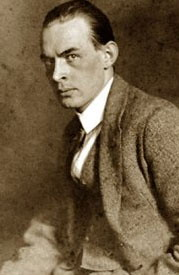
Erich Maria Remarque

- Erich Fried, poeta austriaco naturalizzato britannico
- Erich Fromm, psicoanalista e sociologo tedesco
- Erich Hartmann, aviatore tedesco
- Erich Heckel, pittore e incisore tedesco
- Erich Honecker, politico tedesco
- Erich Hückel, chimico e fisico tedesco
- Erich Kästner, scrittore, sceneggiatore e poeta tedesco
- Erich Kleiber, direttore d'orchestra e compositore austriaco
- Erich Wolfgang Korngold, compositore austriaco naturalizzato statunitense
- Erich Leinsdorf, direttore d'orchestra austriaco naturalizzato statunitense
- Erich Ludendorff, generale tedesco
- Erich Mendelsohn, architetto tedesco
- Erich Mühsam, anarchico, poeta e attivista tedesco
- Erich Maria Remarque, scrittore tedesco
- Erich Topp, ammiraglio tedesco
- Erich Dagobert von Drygalski, geografo, fisico ed esploratore tedesco
- Erich von Falkenhayn, generale tedesco
- Erich von Manstein, generale tedesco
- Erich von Stroheim, attore, regista e sceneggiatore austriaco naturalizzato statunitense
- Erich von Tschermak, agronomo austriaco
- Erich Warsitz, aviatore e pilota collaudatore tedesco

### Variante Erick

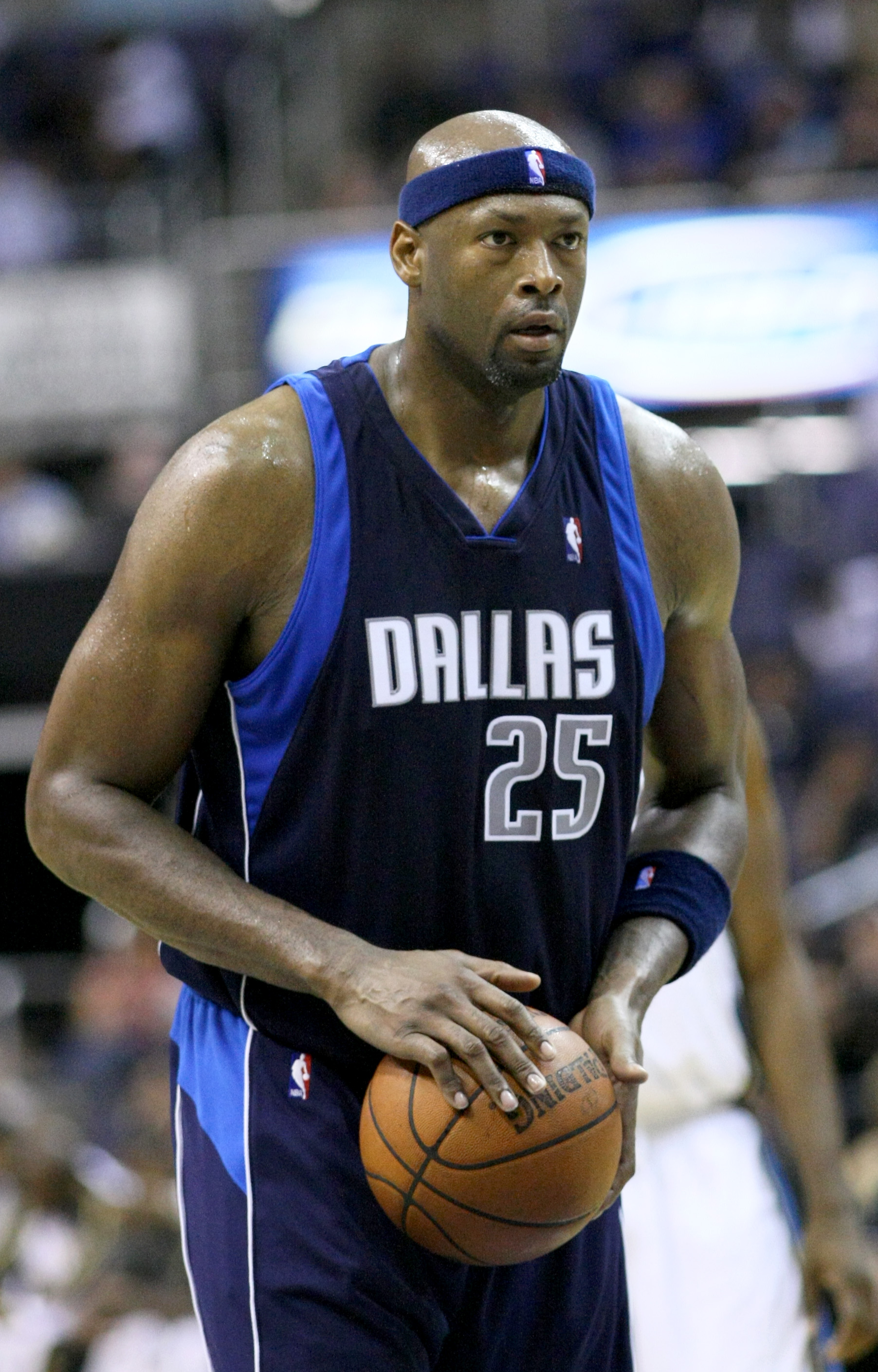
Erick Dampier

- Erick Acevedo, giocatore di calcio a 5 guatemalteco
- Erick Avari, attore indiano
- Erick Barkley, cestista e allenatore di pallacanestro statunitense
- Erick Bellomo, giocatore di calcio a 5 brasiliano naturalizzato italiano
- Erick Dampier, cestista statunitense
- Erick Fion, giocatore di calcio a 5 guatemalteco
- Erick Flores, calciatore brasiliano
- Erick Fornaris Álvarez, tuffatore cubano
- Erick Lonnis, calciatore costaricano
- Erick Morillo, disc jockey, produttore discografico e remixer colombiano
- Erick Scott, calciatore costaricano
- Erick Sermon, rapper e beatmaker statunitense
- Erick Strickland, cestista statunitense

### Variante Eirik

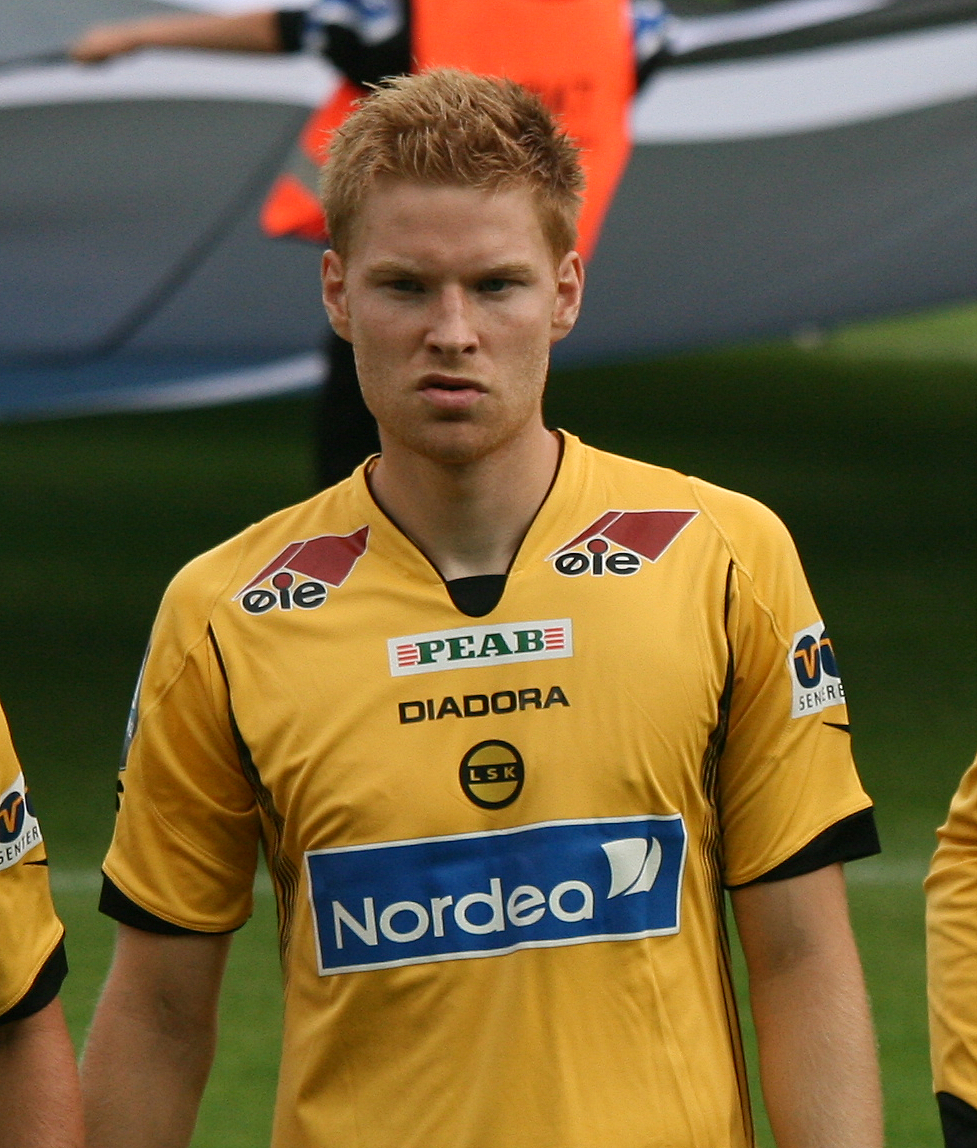
Eirik Bertheussen

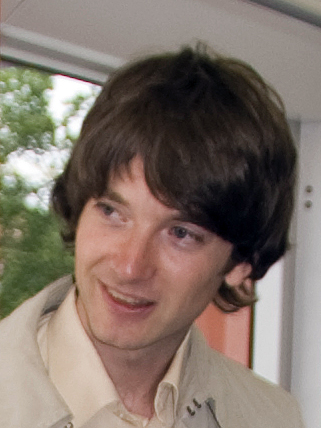
Eirik Glambek Bøe

- Eirik Ulland Andersen, calciatore norvegese
- Eirik Bakke, calciatore norvegese
- Eirik Bertheussen, calciatore norvegese
- Eirik Brandsdal, fondista norvegese
- Eirik II di Norvegia, re di Norvegia
- Eirik Dønnem, calciatore norvegese
- Eirik Dybendal, calciatore norvegese
- Eirik Glambek Bøe, musicista norvegese
- Eirik Evjen, attore norvegese
- Eirik Halvorsen, saltatore con gli sci norvegese
- Eirik Hillestad, calciatore norvegese
- Eirik Holmen Johansen, calciatore norvegese
- Eirik Hoseth, calciatore norvegese
- Eirik Hundvin, produttore discografico e ingegnere del suono norvegese
- Eirik Kvalfoss, biatleta norvegese
- Eirik Lamøy, calciatore norvegese
- Eirik Verås Larsen, canoista norvegese
- Eirik Mæland, calciatore norvegese
- Eirik Markegård, calciatore norvegese

### Altre varianti
- Erico di Auxerre, scrittore e teologo francese
- Eriq Ebouaney, attore francese
- Eiríkr Hákonarson, militare norvegese
- Eiríkur Hauksson, cantante islandese
- Eerik Jago, pallavolista estone
- Eriq La Salle, attore e regista statunitense
- Erico Menczer, direttore della fotografia, pittore e scrittore italiano
- Erico Santos, pittore, disegnatore, scultore e scrittore brasiliano
- Érick Torres, calciatore messicano
- Érick Zonca, regista e sceneggiatore francese

## Il nome nelle arti
- Eric è un personaggio della serie Cronache dei vampiri di Anne Rice.
- Eric Cartman è un personaggio della serie animata South Park.
- Eric Draven è un personaggio della serie a fumetti Il corvo.
- Eric Foreman è un personaggio della serie televisiva Dr. House - Medical Division.
- Eric Forrester è un personaggio della soap opera Beautiful.
- Eric Lassard è un personaggio della serie animata e cinematografica Scuola di polizia.
- Eric Jefferson Mitchell è un personaggio delle serie a fumetti PK - Paperinik New Adventures, PK² e PK - Pikappa.
- Eric Northman è un personaggio della serie di romanzi del Ciclo di Sookie Stackhouse scritti da Charlaine Harris e della serie televisiva da essi tratta True Blood.
- Eric O'Grady è un personaggio dei fumetti Marvel Comics.
- Eric Stifler è un personaggio della serie di film American Pie.
- Eric Thursley è un personaggio del romanzo di Terry Pratchett Eric.
- Eric van der Woodsen è un personaggio della serie televisiva Gossip Girl.
- Eric the Half-a-Bee è una canzone dei Monty Python.m
- Eric Yorkie è un personaggio della serie Twilight di Stephenie Meyer.
- Erik Selvig è un personaggio del Marvel Cinematic Universe.
- Eric Needles è uno dei protagonisti della serie animata I Fantaeroi.